# Flux (canción)
«Flux» es una canción de la cantante británica Ellie Goulding. Se lanzó como sencillo el 1 de marzo de 2019 a través de Polydor Records. La canción fue escrita por Goulding, Jim Eliot y Joe Kearns.

## Antecedentes y lanzamiento
En una entrevista con The Guardian el día de Año Nuevo 2019, Goulding anunció que su cuarto álbum se lanzaría en 2019. También habló sobre tres canciones llamadas «Flux», «Love I'm Given» y «Electricity». Según ella, «Flux» es «sobre la persona con la que casi terminas». El 21 de febrero, recurrió a las redes sociales para anunciar el sencillo al publicar su portada y la fecha de lanzamiento de la canción. La semana siguiente compartió más detalles sobre la canción, incluidas las letras y un fotograma del video musical.

## Composición
«Flux» es una balada de piano, con influencias pop. Está escrito en la clave de Do mayor y tiene un tempo de 93 latidos por minuto en tiempo común.

## Vídeo musical
Goulding publicó un adelanto silencioso del video musical horas antes de su lanzamiento. El video musical que lo acompaña se estrenó en YouTube el 1 de marzo de 2019, junto con el lanzamiento oficial de la canción en todas las plataformas. Filmado completamente en blanco y negro, el video muestra a Goulding dentro de una sala oscura tocando un piano mientras la lluvia cae sobre ella. El video termina cuando un Goulding empapada mira sombríamente ala cámara mientras la lluvia continúa.

## Posicionamiento en listas
| Listas (2019)                     | Mejor posición |
| --------------------------------- | -------------- |
| Escocia (Official Charts Company) | 35             |
| Nueva Zelanda Hot Singles (RMNZ)  | 3              |
| Reino Unido (UK Singles Chart)    | 97             |

## Historial de lanzamiento
| País   | Fecha              | Formato                     | Discográfica | Ref          |
| ------ | ------------------ | --------------------------- | ------------ | ------------ |
| Varios | 1 de marzo de 2019 | Descarga digital, Streaming | Polydor      | [ 8 ] [ 12 ] |